# Newborough
Newborough é uma cidade no estado de Vitória na Austrália. Em 2016 tinha uma população de 6.763 habitantes.